# Jurriaen Andriessen

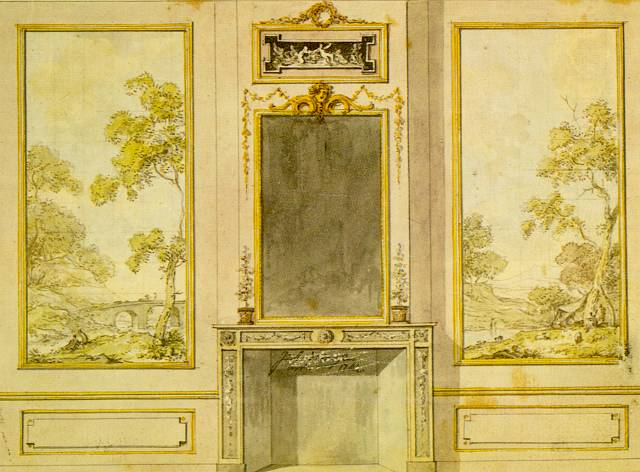
Ontwerp voor een behangselschildering van Jurriaen Andriessen

Jurriaen Andriessen (Amsterdam, 12 juli 1742 – aldaar, 31 juli 1819) was een Nederlandse behangschilder en tekenaar.

## Biografie
Andriessen werd geboren op Uilenburg in de Batavierstraat. Zijn vader kwam uit Brandenburg en zijn moeder uit Holstein. Hij werd op 12-jarige leeftijd een leerling van Anthony Elliger en vier jaar later bij Jan Maurits Quinkhard. Hij bezocht in 1760 de Teeken-Akademie te Amsterdam en in 1766 won hij de eerste prijs. In datzelfde jaar werd Andriessen lid van het Sint-Lucasgilde. Hij kreeg vervolgens van David van Lennep de belangrijke opdracht voor het leveren van behang voor het Huis te Manpad in Heemstede.
Hij werkte samen met Johannes van Dreght en trok op met Reinier Vinkeles. Andriessen trouwde in 1770 met Aletta Noordziek (1749-1838). Het echtpaar woonde aanvankelijk aan de Bloemgracht, maar verhuisde later naar de Prinsengracht, de Binnen-Amstel en het Roeterseiland. Daar richtte hij met Izaäk Schmidt een werkplaats op voor geschilderde behangsels, waaraan ook zijn broer Anthony, de rijtuigschilder, zijn hulp verleende. Zijn geschilderde behangsels vertonen gewoonlijk arcadische landschappen. Andriessen schilderde ook decors voor de schouwburg aan de Keizersgracht (1774); samen met Hermanus Numan schilderde hij Italiaanse straattaferelen. In 1799 kreeg hij een attaque en raakte steeds meer verlamd.
Er zijn meer dan 200 door Andriessen getekende behangselontwerpen bekend. Een groot aantal van zijn voorontwerpen en tekeningen  wordt in het Rijksprentenkabinet bewaard. Hij had tientallen leerlingen en stichtte een tekenacademie met zijn zoon Christiaan. Zijn leerlingen waren onder meer Jan Bulthuis, Jacques Kuyper, Gerrit Jan Michaëlis, Jacobus Schoemaker Doyer, Wouter Johannes van Troostwijk, Johann Georg Ziesenis, zijn broer Anthony Andriessen, Hermanus Numan, Hendrik Voogd, Daniel Dupré, Jean Grandjean, zijn zoon Christiaan Andriessen en kleindochter Kelet van Hulst. Vrij uniek is een getekend dagboek dat zich uitstrekt over twintig jaar.
Er zijn slechts enkele interieurs met ensembles van Andriessen overgebleven. In Museum Van Loon worden doeken tentoongesteld die oorspronkelijk uit Kasteel Drakensteyn komen. In de tuinkamer van Het Grachtenhuis (Herengracht 386, Amsterdam) is een ensemble te zien dat Andriessen in 1776 vervaardigde in opdracht van de Amsterdamse schout Gillis Alewijn.

## Bron
- Harmanni, R., Jurriaan Andriessen (1742-1819). Een schoon vergezicht. Museum van Loon. Zwolle: Waanders Uitgevers, 2009

- Biografisch Portaal: 08771519
- Digitale Bibliotheek voor de Nederlandse Letteren: andr068
- Stuttgart Database of Scientific Illustrators 1450–1950: 168
- Gemeinsame Normdatei: 13969594X
- International Standard Name Identifier: 0000 0000 7331 3551
- Library of Congress Control Number: no2009194890
- Nederlandse Thesaurus van Auteursnamen: 07038598X
- RKD-Nederlands Instituut voor Kunstgeschiedenis: 1801
- Système universitaire de documentation: 150858930
- Union List of Artist Names: 500029428
- Virtual International Authority File: 95863284
- WorldCat: E39PBJyrRtg6Ty8qqdvvJPHV4q